# Carystina aurifer
Carystina aurifer är en fjärilsart som beskrevs av Frederick DuCane Godman och Osbert Salvin 1879. Carystina aurifer ingår i släktet Carystina och familjen tjockhuvuden. Inga underarter finns listade i Catalogue of Life.